# Fleur de cactus
Fleur de cactus est une pièce de théâtre française de Pierre Barillet et Jean-Pierre Grédy, représentée pour la première fois le 23 septembre 1964 sur la scène du Théâtre des Bouffes-Parisiens. 

## Théâtre des Bouffes-Parisiens,1964
Du 23 septembre 1964 au 1er janvier 1967.
- Mise en scène : Jacques Charon
- Décors : François Ganeau

Personnages :
- Stéphane : Sophie Desmarets
- Julien : Jean Poiret
- Antonia : Elisabeth Wiener
- Norbert : Jean Carmet
- Igor : Alain Franco
- Madame Durand-Bénéchol : Florence Campell
- Monsieur Cochet : René Lefevre-Bel
- Le Printemps de Boticelli : Mireille Galot

## Comédie des Champs-Élysées,1987
Première représentation le 7 mars 1987.
- Mise en scène : Jacques Rosny
- Décors : Françoise Darne

Personnages :
- Stéphane : Sophie Desmarets
- Julien : Jacques Rosny
- Antonia : Pascale Vignal
- Norbert : Christian Bouillette
- Igor : Jean-Marie Juan
- Madame Durand-Bénéchol : Geneviève Brunet
- Monsieur Cochet : Jean Lanier
- Le Printemps de Boticelli : Virginie Ledieu
- Le barman : Pascal Quéneau

## Théâtre Antoine-Simone-Berriau,2015
Première représentation le 25 septembre 2015.
- Mise en scène : Michel Fau
- Décors : Bernard Fau
- Costumes : David Belugou
- Lumières: Joël Fabing[1]

Personnages :
- Stéphane : Catherine Frot
- Julien : Michel Fau
- Antonia : Mathilde Bisson
- Norbert : Patrick Ligardes / Cyrille Eldin
- Igor : Wallerand Denormandie
- Madame Durand-Bénéchol : Marie-Hélène Lentini
- Monsieur Cochet : Frédéric Imberty
- Le Printemps de Boticelli : Audrey Langle

Récompenses et nominations aux Molières 2016 :
- Molière de la comédienne dans un spectacle de théâtre privé : Catherine Frot
- Nomination au Molière du théâtre privé
- Nomination au Molière de la Comédie
- Nomination au Molière de la création visuelle : décors Bernard Fau, costumes David Belugou, lumière Joël Fabing
- Nomination au Molière du comédien dans un spectacle de théâtre privé : Michel Fau
- Nomination au Molière du metteur en scène d’un spectacle de théâtre privé : Michel Fau
- Nomination au Molière de la révélation féminine : Mathilde Bisson

## Adaptations cinématographiques
La pièce eut un grand succès à Broadway vers la fin des années 1960 avec, dans le premier rôle, Lauren Bacall.
Dans l'adaptation cinématographique Fleur de Cactus (Cactus Flower) de Gene Saks (1969), c'est Ingrid Bergman qui interprète le personnage de Stéphanie Dickinson, nurse dévouée depuis dix ans au dentiste Julian Winston, interprété par Walter Matthau. Goldie Hawn, dans sa première apparition à l'écran, joue la fiancée de Julian, Tony Simons.
Le film Le Mytho - Just Go with It, sorti en 2011, est une adaptation du film de 1969. Il est réalisé par Dennis Dugan. Adam Sandler et Jennifer Aniston tiennent les rôles principaux.

## Argument
L'intrigue repose sur un tissu de mensonges qui ne fait que s'amplifier au fur et à mesure que l'action progresse. En premier lieu, Julien Desforges annonce à Antonia qu'il veut l'épouser, mais il lui avait auparavant affirmé qu'il était marié et qu'il avait trois enfants. Pour résoudre le problème, Julien fait croire à Antonia qu'il va divorcer, mais la jeune femme veut absolument connaître Mme Desforges (qui en fait n'existe pas) pour s'assurer qu'elle supportera cette rupture et que les enfants iront bien. La situation est délicate pour Julien qui bien évidemment n'a jamais eu de femme. La seule personne qui puisse alors l'aider se trouve être son assistante, Stéphane, avec qui il entretient des rapports strictement professionnels. Cette dernière, vieille fille et amoureuse du docteur Desforges sans jamais avoir pu se l'avouer, sera forcée d'accepter le rôle de Mme Desforges. De nombreux quiproquos truffent ainsi le récit.
Toute l'originalité de la pièce repose sur le fait que le docteur Desforges, environ la cinquantaine, veut épouser une jeune femme de 21 ans et que Stéphane, également la cinquantaine n'est pas, du moins au début de la pièce, l'objet des émois du docteur mais plutôt de ceux d'un jeune homme de 23 ans, ami d'Antonia. Les couples vont-ils se faire, se défaire ou se recomposer ?